# Motorring 3
Der Motorring 3 ist eine Ringautobahn im Nordwesten Kopenhagens. Sie bildet einen Halbring und stellt eine Verbindung von dem Køge Bugt Motorvejen zum Helsingørmotorvejen dar. Außerdem wird sie als eine wichtige Achse Kopenhagens von Pendlern genutzt. Sie ist deshalb mit ca. 75.000 Fahrzeugen am Tag die meistbefahrene Straße Dänemarks. Sie ist auf voller Länge Teil der M3 und der Europastraßen E47 und E55.

## Geschichte
Die Straße wurde in sieben Etappen im Zeitraum von 1966 bis 1980 überwiegend zweistreifig errichtet, wobei aber die Planungen schon viel weiter zurück reichen.

## Ausbauzustand
Die Autobahn wurde von dem MK Kongens Lyngby bis zum MK Brøndby bis 2010 dreistreifig ausgebaut.